# Radkersburg Umgebung
Radkersburg Umgebung (tiếng Slovene: Žabakovci) là một đô thị thuộc huyện Radkersburg thuộc bang Steiermark, nước Áo. Đô thị Radkersburg Umgebung có diện tích 27,76 km², dân số thời điểm cuối năm 2005 là 1778 người.